# Park miejski im. Bohaterów Monte Cassino w Jarosławiu
 Park miejski im. Bohaterów Monte Cassino w Jarosławiu – powstał w 1902 roku w dzielnicy Olszanówka. Był własnością Dra Henryka Maksa i Wilhelma Siemińskiego-Lewickiego. W parku znajdował się drewniany budynek i basen. W 1908 roku był miejscem odbycia wystawy przemysłowej i rolniczej, której pomysłodawcą był Stanisław Gurgul. Wystawa trwała od 29 sierpnia do 29 września. Na otwarcie wystawy przybyli Michał Bobrzyński i marszałek Sejmu Krajowego Stanisław Badeni. W 1945 roku otrzymał imię Bohaterów Monte Cassino. Atrakcją parku są jej aleje i klomb oraz ogród jordanowski. Do głównej bramy parku prowadzi alej kasztanowa. Na terenie ogródku jordanowskiego znajduje się boisko do gry w piłkę nożną i koszykówkę, stoły do gry w ping ponga, górka do zjeżdżania na sankach w zimie i plac zabaw dla dzieci. W roku 2015 przy parku, otwarto też osobny wybieg dla psów.

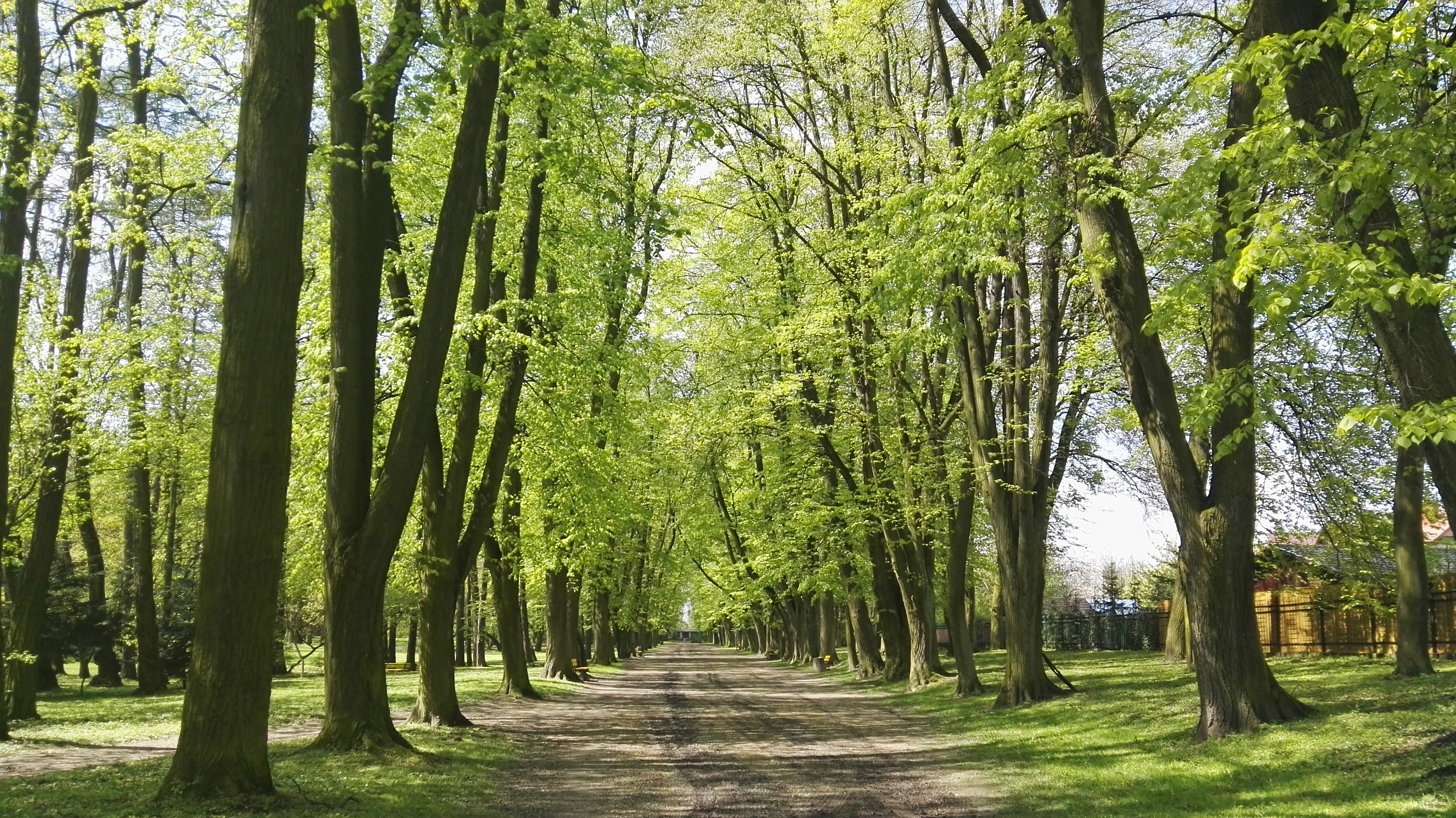
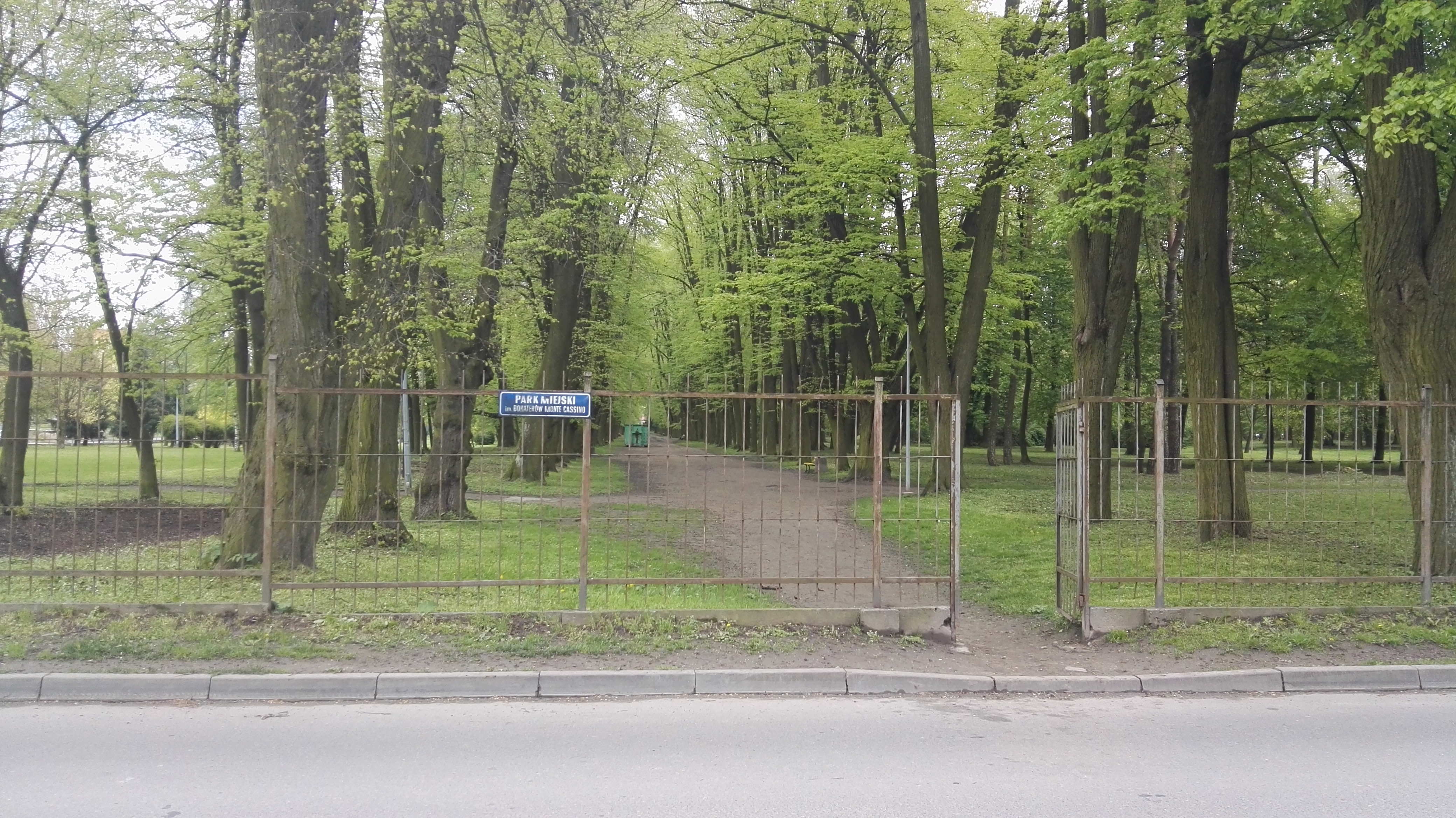
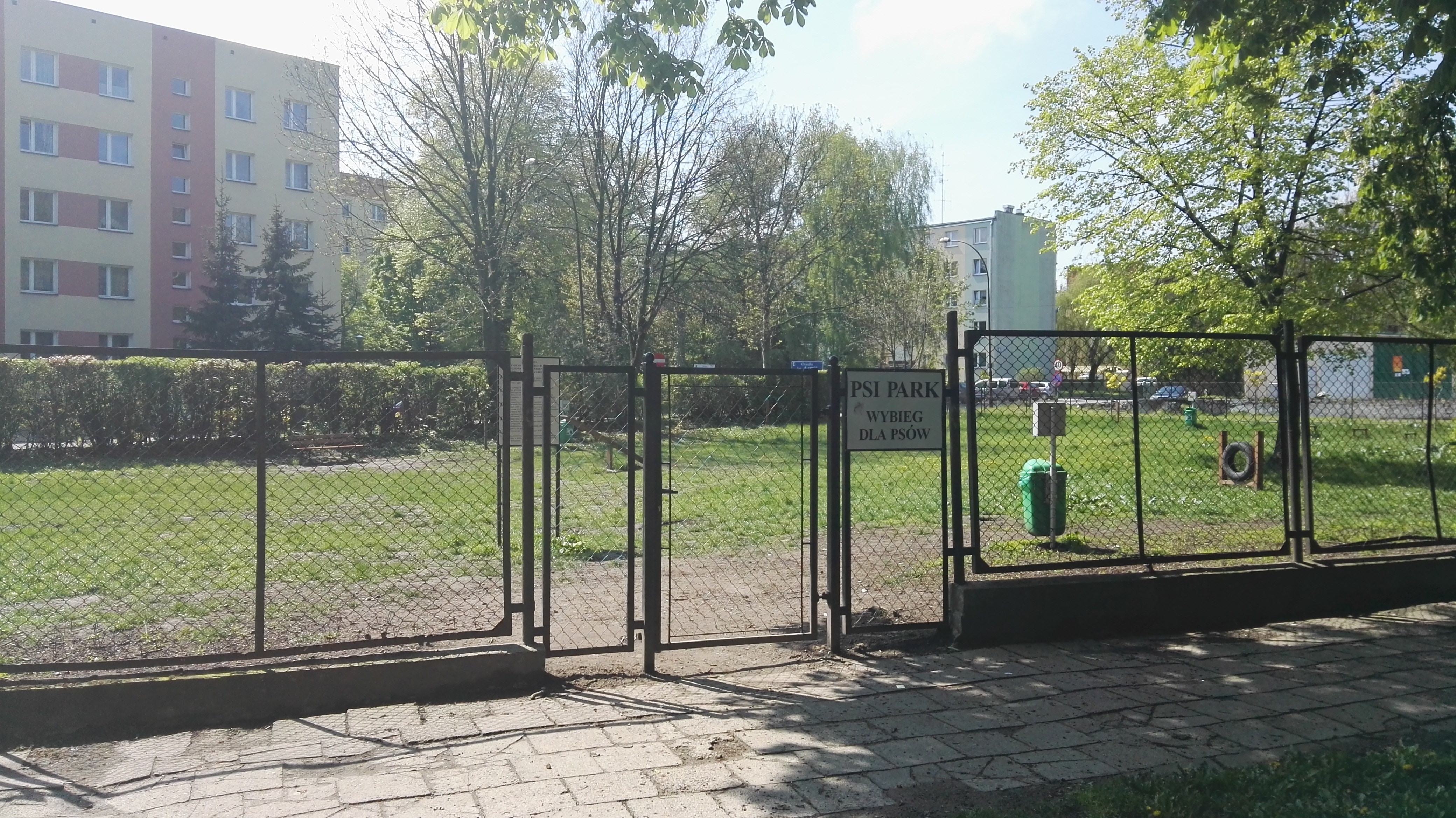
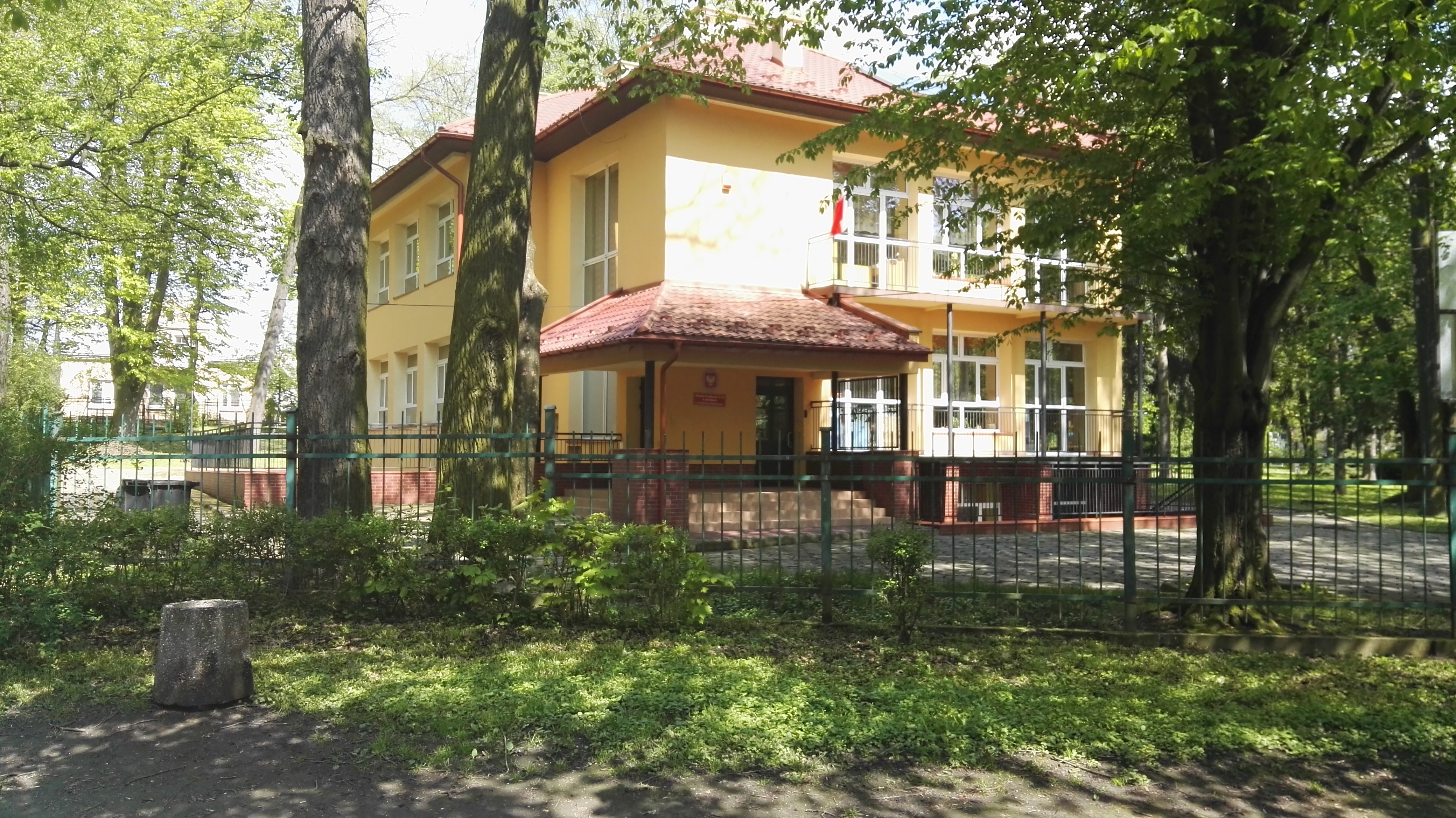

## Laureaci wystawy przemysłowej i rolniczej
| L.p. | Imię i nazwisko                   | Uwagi                                |
| ---- | --------------------------------- | ------------------------------------ |
| 1    | Stanisław Gurgul                  | ciastka złoty medal zasługi          |
| 2    | Salomon Baumgarten                | druki                                |
| 3    | Henryk Probstein                  | fotografia                           |
| 4    | Aleksander Lauda                  | pończochy, skarpetki                 |
| 5    | Janusz i Natalia Tyszkiewicz      | -                                    |
| 6    | Andrzej Lubomirski                | -                                    |
| 7    | Jerzy, Maria i Witold Czartoryscy | -                                    |
| 8    | Antoni Dymnicki                   | taczki żelazne srebrny medal zasługi |
| 9    | Feliks Wojciechowski              | konserwy srebrny medal zasługi       |
| 10   | Stanisław Wolny                   | kawa                                 |
| 11   | Marcus Chrabąszcz                 | pasztety                             |
| 12   | Sambor Zalański                   | miód                                 |
| 13   | Przemysław Cieśliński             | wino                                 |
| 14   | Józef Sznajdrowicz                | peleryny, bundy, surduty             |
| 15   | Jan Pacak                         | stroje męskie                        |
| 16   | Jan Schreck                       | stroje żeńskie                       |
| 17   | Józef Wroński                     | futra                                |
| 18   | Józef Koba                        | buty                                 |
| 19   | Aurel Schmeidler                  | gorsety                              |
| 20   | Jan Ihnatowicz                    | perfumy                              |
| 21   | Wiktor Brillant                   | woda kolońska brązowy medal zasługi  |
| 22   | Michał Turzański                  | pasty                                |
| 23   | Włdysław Żmudziński               | powozy                               |
| 24   | Jan Hempel                        | cukier                               |
| 25   | Towarzystwo Szkoły Ludowej        | -                                    |

## Goście specjalni
- Stanisław Siemieński-Lewicki
- Michał Bobrzyński
- Stanisław Badeni
- Józef Bilczewski
- Dawid Abrahamowicz
- Ignacy Daszyński

## Kierownictwo wystawy
- Stanisław Gurgul – dyrektor wystawy
- Józef Dąbrowski – sekretarz komitetu rolniczego
- Samuel Kornman – sekretarz komitetu przemysłowego
- Witold Leon Czartoryski – prezes wystawy
- Adolf Dietzius – wiceprezes wystawy
- Jerzy Turnau – wiceprezes wystawy